# Shooto
Shooto, Шуто (яп. 修斗) — разновидность смешанных боевых единоборств и организация, занимающаяся проведением турниров по этим единоборствам. Основанная в 1985 году выходцем из японского профессионального реслинга Сатору Саямой, оказала большое влияние на формирование индустрии ММА во всём мире.

## История
Организация была основана в 1985 году японским профессиональным реслером Сатору Саямой под названием «Син-Какутоги» (Новые боевые искусства). Саяма в то время занимался шут-реслингом и хотел создать уникальную боевую систему с высокой степенью реалистичности поединков. Позже его система получила название Shooting, а затем была переименована в Shooto, чтобы избежать путаницы со стрелковым спортом. В отличие от других организаций профессионального реслинга, таких как New Japan Pro-Wrestling и Universal Wrestling Federation, здесь не должно было быть постановочных поединков с заранее прописанным результатом. Первый любительский турнир Shooto состоялся в 1986 году, тогда как в 1989 году организация вышла на профессиональный уровень.
Начиная с 1994 года под эгидой Shooto стала проводиться серия ежегодных международных турниров Vale Tudo Japan с участием многих известных бойцов из других стран. Наблюдая за техникой иностранцев, Саяма включил в свою систему удары руками в партере, которые ранее не использовались. В апреле 1996 года были основаны World Shooto, Shooto Association и International Shooto Commission — с этого времени организация перестаёт быть просто промоушеном, становясь целой отдельной боевой дисциплиной, распространяющейся по всему миру.
Направление Shooto получило некоторую известность в США благодаря одному из учеников Саямы Ёринаге Накамуре, который работал инструктором в Академии боевых искусств Иносанто в Лос-Анджелесе. На территории Бразилии большую популярность получила дочерняя организация Shooto Brazil, возглавляемая местным мастером боевых искусств Андре Педернейрасом, основателем академии бразильского джиу-джитсу Nova União.
В Shooto приветствуется досрочное завершение поединков нокаутом или сдачей, но победитель также может быть определён и судейским решением. Среди разрешённых технических действий большинство борцовских приёмов, захваты, удушения, болевые на суставы, удары руками, ногами, коленями, тейкдауны, броски. Запрещены укусы, удары локтями и предплечьями, тычки пальцами в глаза, дёрганье за волосы, удары головой, удары ногами и коленями по лежащему сопернику, манипуляции с малыми суставами, удары в пах и горло. Вплоть до 2009 года в Shooto действовало правило нокдауна, когда упавший от удара боец получал возможность подняться в течение восьми секунд. Кроме того, были разрешены удары по затылку. В итоге от этой практики отказались, приблизив правила к международным стандартам.
Бойцы Shooto делятся по классам. Спортсмены начальных любительских классов дерутся в шлемах и в защитной экипировке, продолжительность поединков меньше, и правила больше нацелены на безопасность. Получая соревновательный опыт, боец постепенно повышает свой класс и становится профессионалом, при этом упомянутые ограничения снимаются.
С 2016 года турниры Shooto и Vale Tudo Japan стали транслироваться сервисом UFC Fight Pass.